# ألماس إلمان
ألماس إلمان (بالصومالية: Almaas Elman)‏ (توفيت في 20 نوفمبر 2019) كندية من أصل صومالي عملت في المجال الإغاثي، وهي الإبنة الكبرى لعائلة بارزة في مجال الإغاثة الإنسانية، والداها هما إلمان علي أحمد وفرتون آدم، هاجرت هي ووالدتها وأخواتها إلى كندا في أوائل التسعينيات، واغتيل والدها عام 1996، ساعدت ألماس والدتها في تأسيس مركز إلمان للسلام [الإنجليزية]، رُشحت شقيقتها إلواد إلمان لجائزة نوبل للسلام عام 2019، زوجها هو رجل الأعمال الصومالي السويدي زكريا حرسي [الإنجليزية] تزوجها عام 2017.
خدمت ألماس في احتياطي القوات المسلحة الكندية قبل عودتها إلى الصومال.
عملت ألماس سكرتيرًا أول في السفارة الصومالية في كينيا، ولدى عودتها إلى الصومال عملت كحلقة وصل مع دبلوماسيين من الاتحاد الأوروبي.
وصف وزير الأسرة والطفل والتنمية الاجتماعية الكندي، أحمد حسين أنباء وفاتها بأنها "مدمرة على المستوى الشخصي".
تناولت العديد من الصحف وفاة ألماس إلمان في البداية على أنها جريمة قتل وأبرز هذه الصحف هي نيويورك تايمز. وفي غضون يوم واحد من وفاتها، قال الاتحاد الأفريقي، الذي يتخذ من المنطقة التي استُهدفت فيها ألماس مقرا له أنه "ليس لديه تقارير عن انخراط عناصر المعارضة في أعمال عدائية في المنطقة، ووصف إصابتها "برصاصة طائشة" من الخارج.
وذكرت صحف ومواقع أن ألماس كانت في الشهور الأخيرة من الحمل عند مقتلها.